# Zugliano
Zugliano es una comuna de 6.105 habitantes de la provincia de Vicenza. La ciudad está conformada por 2 divisiones, dado que a partir de 1816 las ciudades de Central (Zugliano) y Grumolo Pedemonte se agruparon en una sola comunidad formando Zugliano, convirtiéndose éstas en fracciones. 
Entre los lugares de interés  se destaca la Villa Giusti Suman.

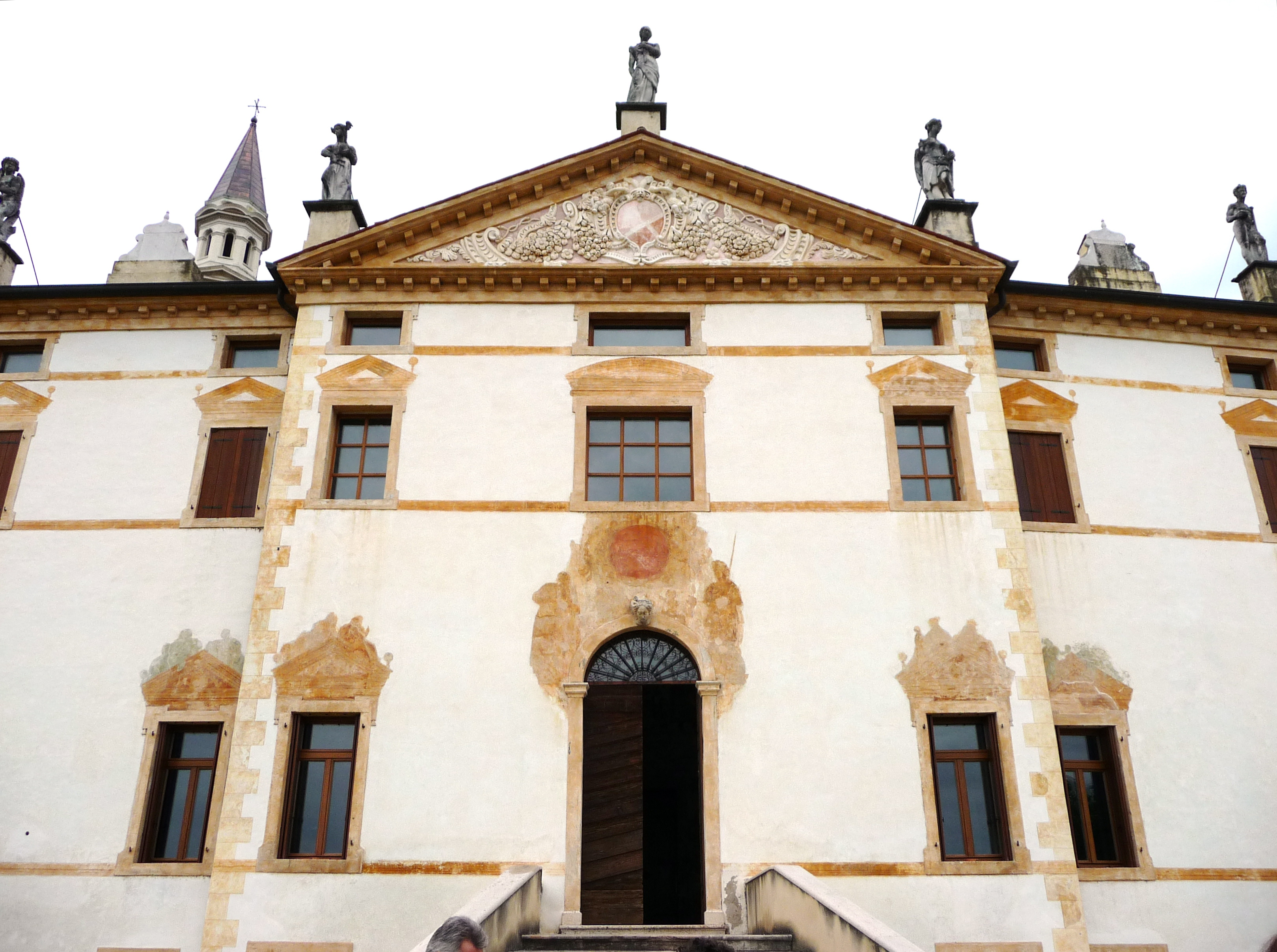
Villa Giusti Suman.

## Administración
- Alcalde: Romano Leonardi.
- Fecha de asunción: 14 de julio de 2004.
- Partido: Centro derecha.
- Teléfono comuna: 0445 330115.
- Email comuna: info@comune.zugliano.vi.it

## Evolución demográfica
El área territorial ha experimentado los siguientes cambios: la separación de los territorios en 1942, sumando al municipio de Thiene de 249 habitantes según el censo de 1936.
| Gráfica de evolución demográfica de Zugliano entre 1861 y 2001 |
|                                                                |
| Fuente ISTAT - Gráfica elaborada por Wikipedia                 |